# Reacción de Reimer–Tiemann

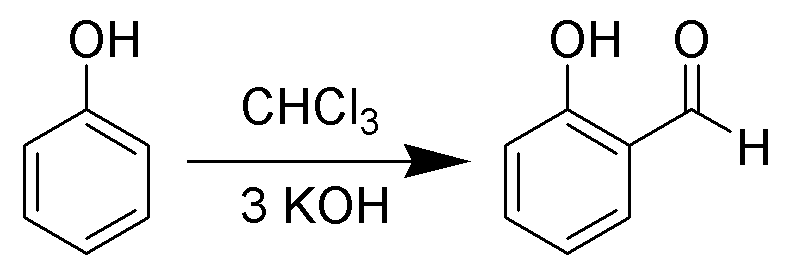
El Reimer-Tiemann reacción

La reacción de Riemer-Tiemann es una reacción química utilizada para la orto-formilación de fenoles; el ejemplo más sencillo es la conversión de fenol a salicilaldehído. La reacción fue descubierta por Karl Reimer (de) y Ferdinand Tiemann. El Reimer en cuestión era Karl Reimer (1845-1883), no el menos conocido Carl Ludwig Reimer (1856-1921).

## Mecanismo de reacción

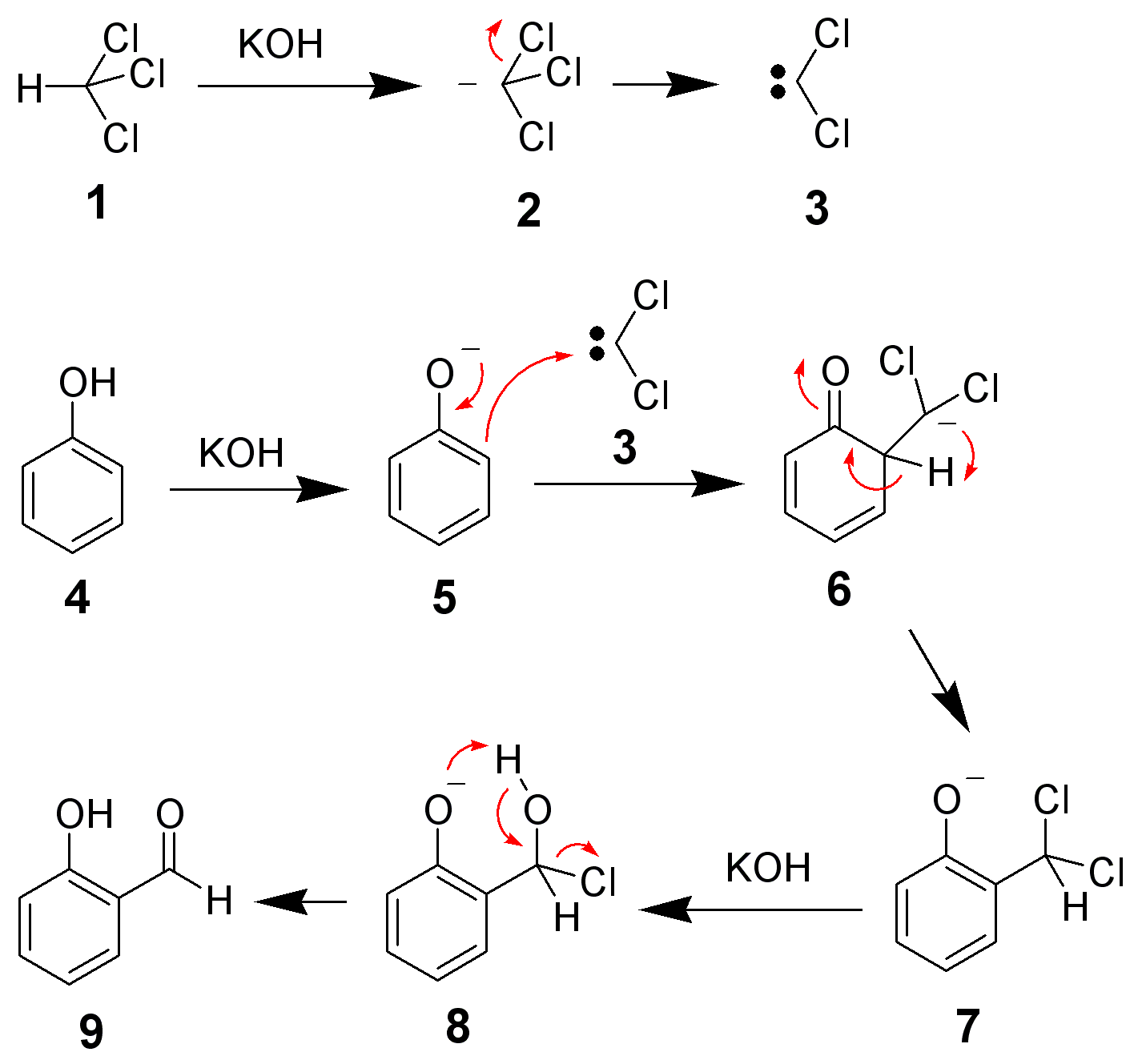
El mecanismo de la reacción de Reimer-Tiemann

El cloroformo (1) es desprotonado por una base fuerte (normalmente hidróxido) para formar el carbanion triclorometiluro (2) el cual inmediatamente presenta eliminación alfa para dar diclorocarbeno (3); esta es la principal especie reactiva . El hidróxido también desprotona al fenol (4) para dar fenóxido cargado negativamente (5). La carga negativo es deslocalizada en el anillo aromático, haciéndolo mucho más nucleofílico y con mayor selectividad orto. El ataque nucleofílico del diclorocarbeno a la posición orto forma un intermediario de diclorometilfenol (7). Después de una hidrólisis básica se forma el producto deseado (9) .

### Condiciones de reacción
Los hidróxidos no son fácilmente solubles en el cloroformo, por ello la reacción es generalmente llevada a cabo en un sistema de disolvente difásico. En el sentido más sencillo esto consta de una solución de hidróxido acuosa y una fase orgánica que contiene el cloroformo. Los dos reactivos son por tanto separados y tiene que formar una fase dispersa para que la reacción tenga lugar. Esto se puede conseguir con un mezclado rápido, catalizadores de transferencia de fase, o agente emulsificantes (el uso de 1,4-Dioxano como disolvente es un ejemplo).
La reacción típicamente necesita ser calentada para iniciar el proceso, aun así una vez iniciada, la reacción puede Reimer-Tiemann tiende a ser ser altamente exotérmica.

## Comparación a otros métodos
La formilación directa de compuestos aromáticos puede ser llevada a cabo con otros métodos como la reacción de Gattermann, la reacción de Gattermann–Koch reacción, la reacción de Vilsmeier–Haack  o la reacción de Duff ; la reacción de Reimer–Tiemann es a menudo la ruta más ventajosa escogido en síntesis química. La reacción Reimer–Tiemann es una alternativa que no requiere acídos y/o condiciones anhidras . También procede con furanos y pirroles.

## Variaciones
La reacción de Reimer–Tiemann puede ser alterada para producir ácidos fenólicos por sustitución del cloroformo con tetracloruro de carbono. Para el caso, la reacción alterada con fenol produciría el ácido salicíclico. 